# 潘良義
潘良義舍（Phoa Liong Gie Sia；1905年6月4日—1983年1月14日）是一名印度尼西亞出身的華人，瑞士法學家、政治家兼荷屬東印度時期的報社經營者。